# Estructura social de l'Àndalus

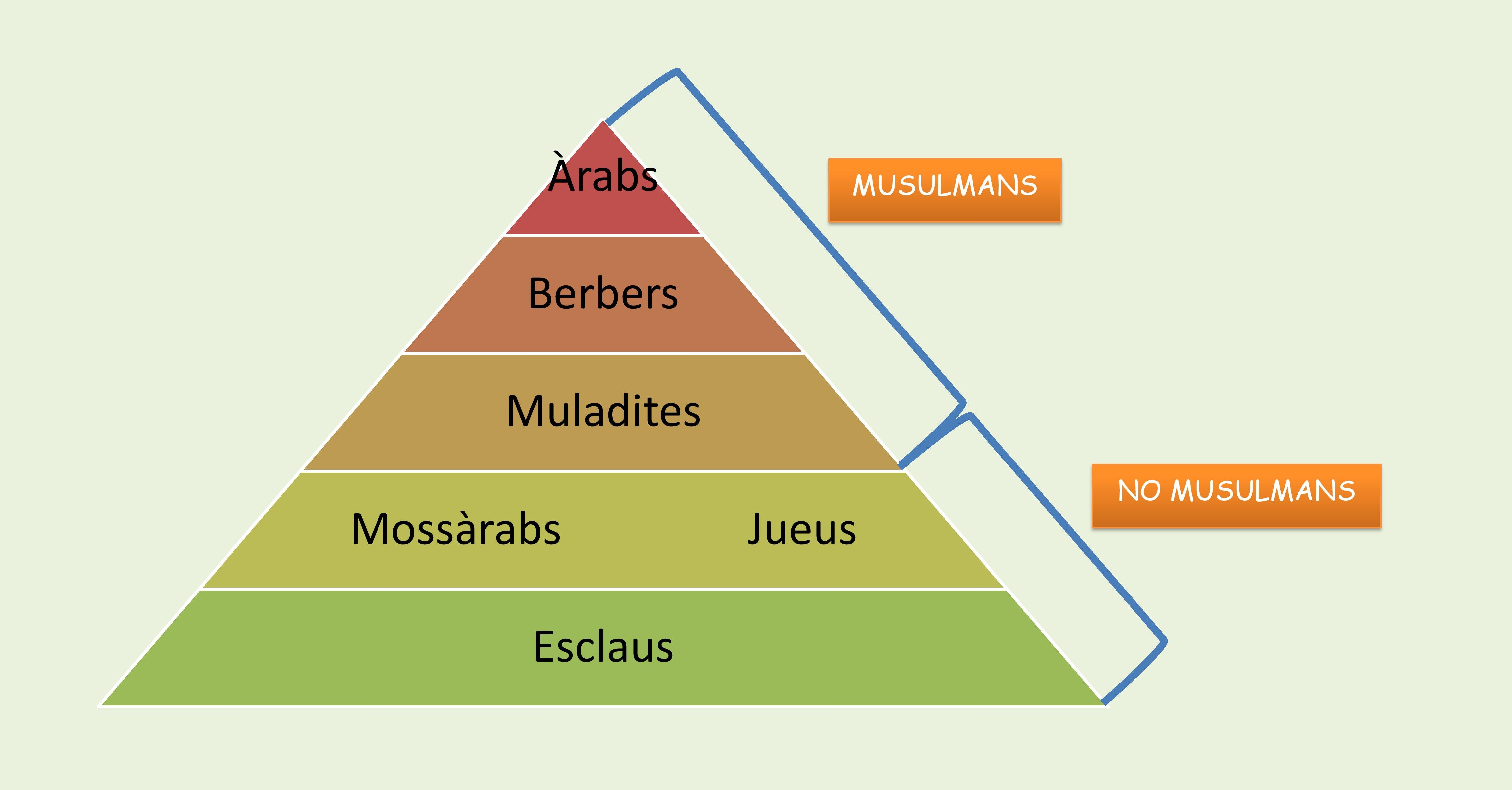
La societat d'al-Àndalus

L'estructura social de l'Àndalus establerta pels àrabs a la península ibèrica va capgirar notablement la situació anterior existent amb els gots al Regne de Toledo.

## La conquesta
La conquesta àrab es basava en el manteniment de les estructures administratives trobades. Així les ciutats de la península Ibèrica estaven governades per comtes amb funcions fiscals, judicials i militars, i per Thiufadis, també amb funcions militars i judicials, així com altres funcionaris menors, alguns dels quals eren supervivents de l'antic dret romà. Al costat d'aquestes autoritats que anomenariem cívic-militars, hi havia el bisbe i el clero, les funcions polítiques del qual havien augmentat amb el pas dels anys. No és segur que totes les ciutats amb comte tinguessin un bisbe, car sembla que de vegades un comte, o algú que assumia aquest títol, dirigia una comarca sense cap ciutat important, o sense comunitats cristianes. Com els comtes eren de designació real, podien ser canviats o suprimits a voluntat del sobirà. En general es creu que el càrrec requeia en algun dels nobles gots de la zona per a la qual era designat, o de les comarques adjacents.

## Estructures administratives
Desapareguda la monarquia amb la presència àrab, es va produir un gran canvi. Els comtes es van convertir en càrrecs virtualment hereditaris, car sembla que el valí (o emir) de l'Àndalus no efectuava nomenaments, potser perquè els pactes de capitulació establien l'elecció del comte per part de les corresponents comunitats godes. No obstant això, la perduda de la preeminència de l'ètnia goda va suposar una ràpida fusió amb els elements hispanoromans.
Els tractats de capitulació eren bàsicament de dos tipus: Adh i Sulh. Ambdós mantenien les estructures administratives preexistents, car raons polítiques i de tipus pràctic així ho aconsellaven (és evident que la minoria àrab no estava en condicions de substituir la totalitat de les autoritats existents, per la falta de personal idoni, i fins i tot per falta dels homes necessaris per a això).
En la cúspide la jerarquia social es col·locava l'exèrcit ocupant, que establia guarnicions en les principals ciutats i llocs estratègics. L'exèrcit disposava del treball i dels impostos de les poblacions per al seu funcionament.
Els musulmans sols podien establir-se en propietats que no fossin de cristians (o que fins i tot sent-ho els haguessin estat assignats en virtut dels pactes de capitulació), i sols podien adquirir propietats si procedien de l'Estat (les propietats de l'antic Estat visigot havien revertit al nou Estat musulmà) o si els seus propietaris havien desaparegut.
Entre les obligacions dels càrrecs i poblacions locals hi havia la d'albergar els musulmans, informar-los i no informar l'enemic, i altres. Al principi els indígenes tenien prohibit vestir-se de la manera tradicional àrab, prohibició que amb els anys va anar caient en desús.
En els llocs conquistats per l'espasa, és a dir després de vèncer una resistència armada, els àrabs disposaven d'un doble ingrés fiscal: la ganima, és a dir el botí al camp de batalla, que el cap repartia entre els seus homes, reservant-se un cinquè per al Califa (en realitat per a l'Estat); i el fay', que comprenia el territori que es conquistava amb les seves corresponents rendes, i l'import del qual havia de ser usat en benefici de la comunitat i essencialment per al pagament de les tropes (que afegien aquests ingressos a la ganima).
El govern general corresponia a un governador dependent del Califa, que usava el títol de valí o d'emir; els governs territorials estaven governats al seu torn, cadascun, per un valí dependent de l'emir. Els governadors territorials s'ocupaven dels assumptes militars i de les qüestions religioses de la seva comunitat, i establien els llocs del culte, construint-se senzills oratoris o mitjançant el fet de compartir una església cristiana.
Per a l'exercici de les seves funcions militars i religioses, el valí disposava d'uns subalterns: un 'arif (en plural urafa) que s'ocupava de l'administració de l'exèrcit, i un lector que s'ocupava dels temes religiosos. Com es veu les qüestions polítiques (llevat de les grans decisions) quedaven pràcticament reservades a les autoritats locals cristianes.
Les qüestions judicials estaven encomanades a un funcionari, que més tard va ser anomenat cadi (Qadi), amb autoritat per resoldre les qüestions que afectaven els musulmans. La justícia per als cristians continuava exercint-se com temps enrere. El jutge musulmà depenia també del valí territorial.
Amb l'arribada dels àrabs es va establir una nova unitat monetària, el dinar d'or, que va substituir als sous, i que tenia un pes de 4,25 grams (una mica menor que la moneda romana d'Orient) i el dirhem de plata, amb un pes de 2, 97 grams (és a dir 7/ 10 del dinar).

## La religió
Els àrabs musulmans podien practicar la poligàmia però no estaven obligats a això i de fet la gran majoria no usava de tal dret.
Les conversions de la població local, al principi, van ser escasses. Si un cristià es convertia, quedava separat de la seva comunitat i havia de buscar-se un nou mitjà de vida, per la qual cosa sols els nobles podien abraçar la nova religió sense problemes, encara que en aquest cas havien d'arrossegar a les seves famílies, clients i esclaus. Com els musulmans quedaven exempts dels impostos als quals estaven sotmesos els cristians, les noves autoritats no sols no van fomentar les conversions, sinó que van establir algunes mesures per aconseguir dissuadir als possibles candidats a conversos. Els principals conversos, tots ells nobles o magnats, eren anomenats Mawla (plural: mawali), nom que s'assignava a tots aquells que es convertien per la mediació d'un patró, que era al seu torn un personatge musulmà notable. Se sap que una vegada consolidada la conquesta de la Península, els presoners seguidors de Roderic. van ser alliberats (doncs consolidat el domini musulmà no tenia sentit el manteniment de centenars de presoners) i alguns d'ells van conservar llaços de clientela amb el valí àrab que els alliberava o un altre notable, i algun d'ells es va convertir per aquesta via a l'Islam, però com el nombre de presoners notables no era gaire important, i sol una part va ser requerit o va sol·licitar la conversió, els mawali d'aquest origen no van haver de ser molts. Un mawla molt conegut va ser el comte Casius (Cassi), qui es va convertir a l'Islam sota el patronatge del mateix Califa Al-Walid.
Els notables àrabs, valís, urafa, jutges, lectors i altres s'envoltaven en les ciutats on romanien, dels seus respectius mawali amb el qual incrementaven la seva importància social. Els notables asseguraven la manutenció dels seus respectius mawali.
Sovint l'experiència administrativa dels mawali els col·locava en alts càrrecs. Però en general en Hispània els mawali van ser poc nombrosos.
Les poblacions locals estaven sotmeses a dos impostos: l'individual de capitación o Yizya, i el territorial (variable segons les terres i els seus productes) o Jaray.
Una altra font d'ingressos eren les rendes de les propietats de l'Estat (Safaw) o dels propietaris desapareguts. D'aquestes terres l'Estat guardava una part per a si i la resta ho repartia a particulars notables en parcel·les o Qati'a (en plural Qatai') sobre les quals es concedia una espècie d'arrendament emfitèutic, és a dir gairebé la propietat; el beneficiari era responsable de l'explotació. Aquests dominis (day'a en plural diya') no estaven exempts d'impostos, i els seus beneficiaris musulmans havien de satisfer el tribut corresponent. L'impost dels musulmans sobre les seves terres (anomenat Zakat) era inicialment el delme del producte, mentre que l'impost de les terres cristianes (Jaray) era variable segons la productivitat, oscil·lant entre un quart i un terç com norma general.
En els casos de conversions, el convers deixava de pagar la Yizya o capitació, però el Jaray romania inalterat, doncs, com és sabut, era un impost que satisfeien les comunitats col·lectivament, el seu import no variava per una circumstància personal d'un dels membres de la comunitat. Per tant, el convers continuava subjecte al pagament del Jaray, i progressivament la Yizya va ser substituïda pel Zakat amb la qual cosa el convers no obtenia cap benefici econòmic.
Els serfs, homes lliures sense terres al servei dels propietaris, no van variar la seva condició amb l'Islam.
Els esclaus podien ser posseïts i venuts. La llei islàmica desaprovava els maltractaments i quan aquests es produïen i eren provats, l'esclau era manumès. Els esclaus podien portar una empresa percebent un peculi, però sota l'autoritat del seu propietari. Els fills de l'esclau que es casava naixien esclaus, però no podien ser venuts fins als set anys llevat que ho fossin conjuntament amb el pare. Les esclaves de musulmans havien de servir de concubines als seus propietaris si tal era el desig d'aquest, però si tenia fills. aquests eren lliures i la mare no podia ser venuda (a aquestes dones se les anomenava mares de fill) i quan l'amo moria quedaven lliures (entre els cristians les relacions sexuals fora del matrimoni estaven prohibides). Les esclaves no podien ser prostituïdes pels seus amos i aquests no podien tenir relacions sexuals llevat de les seves pròpies esclaves.
Quan un esclau obtenia dret a una compensació material en virtut de sentència judicial, aquesta era per al seu propietari. Per contra si l'esclau resultava culpable, i havia de pagar una multa, aquesta era satisfeta per l'amo (encara que si el càstig era d'un altre tipus, era rebut per l'esclau). Els esclaus no podien exercir càrrecs públics ni religiosos però els amos podien delegar-los funcions concretes.
La manumissió per testament era freqüent, sobretot si l'esclau s'havia convertit a l'Islam. Un esclau podia també adquirir la seva llibertat mitjançant compra. L'esclau manumès conservava uns llaços de clientela amb l'amo. L'esclavitud per deutes estava prohibida. Els esclaus de l'islam tenien funcions en general domèstiques i s'ocupaven poc de la terra, el cultiu de la qual s'encarregava a pagesos lliures sense terra (per tant pobres) que treballaven de fet en condicions pròximes a l'esclavitud.

## Estructura econòmica
L'Estat explotava les seves terres en part per al seu propi manteniment, pagant-se amb les seves rendes als combatents o diwan; i en part mitjançant adjudicació a propietaris individuals o col·lectius.
A l'Estat li pertanyien els camins, els carrers, els rius, els canals, les riberes i els dominis agrícoles i parcel·les concedits per l'Estat (Qatai') en una espècie d'arrendament emfitèutic, sense cap limitació de temps i gaudint de tots els drets però suportant les càrregues, i amb obligació de revalorar-la (doncs en cas contrari li era arrabassada i lliurada a un millor administrador) i de pagar el delme. Una Qati'a tant podia ser un latifundi com una petita habitació d'una casa.
La propietat individual dels musulmans (Mulk) fins i tot si procedia d'una adjudicació de l'Estat (Qati'a) passava en herència als fills, però en el repartiment entraven també les filles i altres parents. Per tant, les propietats tenien gran mobilitat.
El principal contracte de parceria que existia era la Muzara' que el propietari aportava la terra i les llavors, útils i animals, i el Muzari' (parcer) la feina, repartint-se el producte entre ambdós en la proporció d'un cinquè el parcer i quatre cinquens el propietari. Encara que es fixava un termini (renovable) en la pràctica era indefinit.
La propietat privada podia dividir-se en quatre tipus:
- a) Les propietats dels pagesos lliures.
- b) Les petites propietats dels nobles en interlocutòria-explotació.
- c) Les propietats mitjanes dels nobles l'explotació de les quals era encarregada a colons.
- d) Les grans propietats dels nobles (anomenades Dihqan).

L'administrador d'una finca de propietaris àrab es deia Wakil, i disposava de subalterns.
El camp lliurava els seus productes en gran part com pagament d'impostos o de parceries i no per al comerç. Les zones rurals eren sols visitades pràcticament pels recaptadors. Pel que fa a les seves curtes necessitats les aldees vivien en economies tancades fabricant en el seu propi si alguns elements imprescindibles (útils, vestits, mobles...). Les cases es construïen en general de tova o pedra.
En les mines treballaven en general homes lliures procedents de la pagesia. La mina pertanyia al propietari de la terra en la qual s'ubicava, però l'Estat tenia dret a un cinquè del seu producte. Les mines que estaven en terres de l'Estat estaven en general arrendades. A la península Ibèrica es produïa plata, ferro, coure, estany, plom, sal gemma, mercuri i marbre.
En diverses ciutats s'establia guarnició musulmana. Quan tal era el cas alguns districtes de la ciutat eren cedits a l'Estat musulmà, que normalment les repartia en Qatai', i els musulmans s'establien en aquests districtes.
El mobiliari de l'època era escàs. Els àrabs van introduir a gran escala l'ús de catifes, sobre les quals es menjava i dormia. Els més rics adornaven amb catifes les parets interiors de les seves cases.
En les ciutats residien els principals càrrecs musulmans: el valí, els militars, els escrivans, el lector i el jutge. També en les ciutats residien professionals, artesans i comerciants de fortuna diversa. Finalment un tercer nucli estava constituït per la gent humil.
El comerç, que es desenvolupava sobretot amb França, estava en mans de jueus. El transport es feia bàsicament amb cavalls i de vegades amb carruatges. En general es viatjava en grup. Objecte de comerç eren principalment els productes del camp (que es transportaven les ciutats) i productes artesanals (entre ciutats).
El transport de les recaptacions d'impostos (en diners o productes) era dificultós i segurament perillós en algunes zones.
La religió islàmica prohibia en alguns casos el riba, és a dir el préstec amb interès. Estava prohibit de fet quan l'interès era abusiu o tenia com objecte obtenir un benefici sense treballar.